# تعلم غير نظامي
التعلم غير النظامي هو نوع منفصل من التعلم يقع بين التعلم الرسمي وغير الرسمي. وهو التعلم الذي يحدث في بيئة تعلم رسمية، لكنه لا يُعترَف به رسميًا. ويشمل عادةً ورش عمل، أو دورات مجتمعية، أو دورات قائمة على الاهتمامات، أو دورات قصيرة المدى، أو ندوات بنظام المؤتمرات. ويتم التعلم في بيئة رسمية، مثل مؤسسة تعليمية، لكنه لا يُعترَف به رسميًا في إطار منهج دراسي أو خطة دراسية.

## التعلم غير النظامي

### تعريف
من أمثلة التعليم غير النظامي للأطفال برامج تعلم السباحة للأطفال الصغار، وبرامج الرياضات القائمة على الجماعات، والبرامج التي تضعها منظمات، مثل الكشافة الشباب أو الكشافة الفتيات. أما التعليم غير النظامي للبالغين، فيشمل على سبيل المثال الدورات التعليمية غير المعتمدة أو المجتمعية للبالغين، وبرامج الرياضة أو اللياقة، والمؤتمرات المهنية والتنمية المهنية المستمرة.
وقد تتمثل أهداف المتعلم في زيادة مهاراته ومعرفته، والتمتع بالمزايا النفسية المرتبطة بزيادة حب مادة دراسية ما أو زيادة الشغف بالتعلم.

## التاريخ
استمر الجدل حول القيمة النسبية للتعلم الرسمي وغير الرسمي لسنوات عديدة. يتم التعلم الرسمي عادةً في مدرسة أو جامعة، ويتمتع بقيمة أكبر من التعلم غير الرسمي، مثل التعلم في ورش العمل. وأول من اعترض على هذا المفهوم للتعلم الرسمي، وهو المفهوم المقبول ثقافيًا واجتماعيًا للتعلم كان سكريبنر وكول في عام 1973؛ إذ زعما أن معظم الأمور في الحياة يتم تعلمها بشكل أفضل من خلال العمليات غير الرسمية، وضربا مثالاً على ذلك تعلم اللغة. بالإضافة إلى ذلك، أشار علماء الإنسان إلى أن التعلم المعقد لا يزال يحدث في المجتمعات البدائية التي لا يوجد فيها مؤسسات تعليمية رسمية.
وتتمثل الفكرة هنا في عدم تقدير أو استيعاب اكتساب المعرفة أو التعلم الذي يحدث في الحياة اليومية. فأدى ذلك إلى إعلان وزراء التعليم في منظمة التعاون والتنمية الاقتصادية (OECD) عن إستراتيجية «التعلم مدى الحياة للجميع»  في عام 1996. تضم هذه الإستراتيجية 23 دولة من خمس قارات، وهي التي عملت على توضيح كل صور التعلم، بما في ذلك التعلم الرسمي وغير النظامي وغير الرسمي، والتصديق عليها. وقد تمَّ ذلك بالتعاون مع الاتحاد الأوروبي الذي طور كذلك سياسات التعلم مدى الحياة التي تركز بقوة على الحاجة لتعريف التعلم غير الرسمي وغير النظامي وتقييمه والتصديق عليه.
الدول المشتركة في تعريف التعلم غير النظامي (منظمة التعاون والتنمية الاقتصادية 2010)
| النمسا         | الدانمارك | إيطاليا | جنوب إفريقيا    |
| أستراليا       | ألمانيا   | كوريا   | إسبانيا         |
| بلجيكا         | اليونان   | مالطا   | سلوفينيا        |
| كندا           | المجر     | المكسيك | سويسرا          |
| تشيلي          | آيسلاند   | هولندا  | المملكة المتحدة |
| جمهورية التشيك | أيرلندا   | النرويج |                 |

## التعلم الرسمي، وغير الرسمي، وغير النظامي
على الرغم من أن كل التعريفات قد تلقى اعتراضات (انظر أدناه)، فسيتناول هذا المقال رسالة المركز الأوروبي لتطوير التدريب المهني (Cedefop) لعام 2011 عن «التعلم مدى الحياة: التعلم الرسمي وغير النظامي وغير الرسمي» كدليل للتعريفات المختلفة.
التعلم الرسمي: هو التعلم الذي تقدمه عادةً مؤسسة تعليمية أو تدريبية، ويكون منظمًا (من حيث أهداف التعلم أو وقته أو دعمه) وينتج عنه الحصول على شهادة. ويكون التعلم الرسمي مقصودًا من منظور المتعلم. (المركز الأوروبي لتطوير التدريب المهني 2001)
التعلم غير الرسمي: هو التعلم الناتج عن أنشطة الحياة اليومية المرتبطة بالعمل أو الأسرة أو أوقات الفراغ. وهو ليس منظمًا (من حيث أهداف التعلم أو وقته أو دعمه)، ولا ينتج عنه الحصول على شهادة. والتعلم غير الرسمي قد يكون مقصودًا، لكنه في أغلب الأحيان غير مقصود (أو «عرضي»/عشوائي) (المركز الأوروبي لتطوير التدريب المهني 2001))
التعلم غير النظامي: انظر التعريف أعلاه.

## التعريفات المتعارضة
إذا لم يكن هناك فرق واضح بين التعلم الرسمي وغير الرسمي، فما من مجال لوجود التعلم غير النظامي. وهذا الرأي مختلف فيه مع ورود العديد من التعريفات في هذا الشأن. وفيما يلي بعض النظريات المتنافسة.
«يصعب تحديد فرق واضح بين التعلم الرسمي وغير الرسمي، إذ يوجد عادة خلط بينهما.» (ماكجيفني، 1999، الصفحة 1).
توصل كذلك هودكينسون وآخرون (2003)، بعد قدر كبير من تحليل المؤلفات التي تتناول موضوع التعلم الرسمي وغير الرسمي وغير النظامي، إلى أن "شروط التعلم غير الرسمي وغير النظامي تبدو تبادلية، ويُعرَف كلٌ منهما بشكل أساسي بتعارضهما مع نظام التعلم الرسمي السائد، والتصورات الفردية والمكتسبة بوجه عام حول التعلم التي تشكلت في هذه السياقات التعليمية. (هودكينسون وآخرون، 2003، صفحة 314) بالإضافة إلى ذلك، أشار هودكينسون إلى "أنه من المهم عدم النظر للسمات الرسمية وغير الرسمية على أنها منفصلة، وبحاجة للدمج بينها. فهذا الرأي السائد في المؤلفات التي تتناول هذا الموضوع، وهو رأي خاطئ. ومن ثم، فإن التحدي لا يتمثل، بشكل ما، في الجمع بين التعلم الرسمي وغير الرسمي، وذلك لأن سمات الرسمية وغير الرسمية موجودة ومتداخلة، شئنا أم أبينا. وإنما يتمثل في التعرف عليهما وتعريفهما وفهم آثارهما. ولهذا السبب، فإن مفهوم التعلم غير النظامي - على الأقل عند النظر إليه كحالة وسطى بين التعلم الرسمي وغير الرسمي - زائد عن الحاجة."(الصحفة 314)
تصنيف إيروت  للتعلم إلى فئتين: رسمي وغير نظامي:
يُخرِج هذا التصنيف التعلم غير الرسمي من المعادلة، ويعتبر كل ما هو مغاير للتعلم الرسمي تعلمًا غير نظامي. ويساوي إيروت بين التعلم غير الرسمي ودلالات الملبس أو اللغة أو السلوك التي لا علاقة لها بالتعلم. كما يُعرِف التعلم الرسمي بأنه يتم في إطار تعلمي؛ داخل فصل أو مؤسسة تعليمية، وبواسطة معلم أو مدرب معيّن لذلك؛ ويُمنَح من يحصل عليه مؤهلاً أو اعتمادًا؛ مع تحديد خارجي لنتائجه. وأي تعلم يحدث خارج إطار هذه المحددات يُسمَى تعلمًا غير نظامي (المعهد الوطني للدراسات الديموغرافية (Ined)، 2002)
رسالة المفوضية الأوروبية (2001) عن التعلم مدى الحياة: التعلم الرسمي وغير النظامي وغير الرسمي:
يضع الاتحاد الأوروبي التعلم غير النظامي بين التعلم الرسمي وغير الرسمي (انظر أعلاه). وهو يعني التعلم في بيئة رسمية ذات إطار تعلمي، وكحدث منظم لكن دون مؤهل. «التعلم غير النظامي: هو التعلم الذي لا تقدمه مؤسسة تعليمية أو تدريبية، ولا ينتج عنه عادةً الحصول على شهادة. لكنه، مع ذلك، منظم (من حيث أهداف التعلم أو وقته أو دعمه). والتعلم غير النظامي مقصود من منظور المتعلم.» (المركز الأوروبي لتطوير التدريب المهني 2001) 
تعريف ليفينجستون  لتعليم الكبار الرسمي وغير الرسمي، والتعلم غير النظامي وغير الرسمي:
يركز هذا التعريف على فكرة تعليم الكبار غير النظامي. ويشير هذا النمط الجديد من «التعليم غير الرسمي» إلى التعليم الذي يوجه فيه المعلمون والمرشدون المتعلمين دون الإشارة إلى نتائج تعلم منظمة. والتعلم في هذا النوع من التعليم غير الرسمي يتمثل في اكتساب المعرفة دون إطار إلزامي، مثل تعلم مهارات وظيفية جديدة. (موقع Infed الإلكتروني، 2002)
بيليت  (2001): لا يوجد شيء اسمه تعلم غير رسمي:
يشير تعريف بيليت إلى أنه ما من شيء اسمه تعلم غير رسمي أو غير نظامي. ويوضح أن كل نشاط بشري هو تعلم، وأن كل شيء يفعله البشر ينطوي على عملية تعلم. «يتم التعلم بكافة صوره داخل مؤسسات اجتماعية أو مجتمعات تتمتع بهياكل رسمية.» يشير بيليت كذلك إلى أن معظم صور التعلم في الحياة تتم خارج إطار التعليم الرسمي (المعهد الوطني للدراسات الديموغرافية (Ined)، 2002)

## المصادقة
وضع المركز الأوروبي لتطوير التدريب المهني (Cedefop) إرشادات للمصادقة على مجموعة متنوعة من خبرات التعلم، وساعد بالتالي في تحقيق الشفافية والقابلية للمقارنة عبر حدوده القومية. والإطار الشامل لتحقيق هذه المصادقة في كلٍ من التعلم غير النظامي وغير الرسمي موضح في إرشادات المركز الأوروبي لتطوير التدريب المهني (Cedefop) الخاصة بالتصديق على التعلم غير الرسمي وغير النظامي؛ أو ما يُعرَف بالطرق من التعلم إلى المصادقة.

## مناهج الدول المختلفة
تختلف مناهج المصادقة بين دول منظمة التعاون والتنمية الدولية ودول الاتحاد الأوروبي، وذلك بسبب اتباع الدول لإجراءات متباينة. وقد أصدر الاتحاد الأوروبي - كما هو موضح أعلاه - من خلال المركز الأوروبي لتطوير التدريب المهني، إرشادات أوروبية للمصادقة على التعلم غير الرسمي وغير النظامي في عام 2009 لوضع مقاييس للمصادقة بجميع أنحاء الاتحاد الأوروبي. أما داخل دول منظمة التعاون والتنمية الدولية، فالصورة أكثر تشوشًا.
الدول التي يوجد بها اعتراف بالتعلم غير الرسمي وغير النظامي (فيوتير، 2007)
|                 | برنامج كامل | برنامج جزئي | برنامج محدود | لا يوجد برنامج |
| --------------- | ----------- | ----------- | ------------ | -------------- |
| النمسا          |             |             | x            |                |
| أستراليا        | x           |             |              |                |
| بلجيكا          |             | x           |              |                |
| كندا            | x           |             |              |                |
| تشيلي           |             |             |              | x              |
| جمهورية التشيك  |             |             | x            |                |
| الدانمارك       | x           |             |              |                |
| ألمانيا         |             | x           |              |                |
| اليونان         |             |             |              | x              |
| المجر           |             |             | x            |                |
| آيسلاند         |             |             | x            |                |
| أيرلندا         |             | x           |              |                |
| إيطاليا         |             |             | x            |                |
| كوريا           |             |             | x            |                |
| مالطا           |             |             | x            |                |
| المكسيك         |             | x           |              |                |
| هولندا          |             | x           |              |                |
| النرويج         | x           |             |              |                |
| جنوب إفريقيا    |             | x           |              |                |
| إسبانيا         |             |             | x            |                |
| سلوفينيا        |             |             | x            |                |
| سويسرا          |             |             | x            |                |
| المملكة المتحدة |             | x           |              |                |